# カレン・バラッド
カレン・バラッド（Karen Michelle Barad、1956年4月29日 - ）は、アメリカ合衆国のフェミニスト理論家、物理学者である。新しい物質主義（英語: New materialism）の代表的論者の一人であり、「エージェンシャル・リアリズム（agential realism）」の提唱者として知られている。

## 経歴
現在、カリフォルニア大学サンタクルーズ校のフェミニズム、哲学、および意識の歴史の教授を務めている。著書『宇宙の途上で出会う：量子物理学からみる物質と意味のもつれ』を刊行している。バラッドの研究分野には、フェミニスト理論、物理学、20世紀の大陸哲学、認識論、存在論、物理学の哲学、科学の文化研究、そしてフェミニスト科学論が含まれる。
ニューヨーク州立大学セントニーローク校で理論物理学の博士号を取得。博士論文では、格子ゲージ理論の枠組みの中で、クォークやその他のフェルミ粒子の性質を定量化するための計算手法を提示した。
フェミニスト学術誌「Catalyst: Feminism, Theory, Technoscience」と「Signs: Journal of Women in Culture and Society」の諮問委員会メンバーを務めている。

## 思想・理論

### エージェンシャル・リアリズム
エージェンシャル・リアリズムとは、事物ではなく現象こそが存在の基本単位であるとする存在論であり、あらゆる存在は現象という「内部作用しあう『諸々のエージェンシー』の存在論的分離不可能性」によって構成されるという理論である。
エージェンシャル・リアリズムは「量子力学においてミクロな世界を観察する際に起こる現象を、哲学的に考察したもの」であり、「測定される対象」と「人間による記述」を切り離すことが不可能であると考える立場である。これは「私たちが『現実』と呼んでいるものは互いに作用しあう存在の動的可変的なネットワークであると考える『関係的存在論』」の一種である。
エージェンシャル・リアリズムは、ニールス・ボーアの量子論解釈と、ジュディス・バトラーやミシェル・フーコーのポスト構造主義思想を統合する理論である。物理学、生物学、哲学、科学論、社会理論、教育学、経営学、フェミニズム、クィア理論など、さまざまな領域を横断する理論であり、幅広い分野で参照されている。

### 表象主義批判とパフォーマティヴィティ
エージェンシャル・リアリズムは「表象主義」や「個体主義的形而上学」を批判するものである。バラッドが表象主義と呼ぶものは、「表象とそれが表象すると称するものとの間の存在論的な区別」を前提とする態度である。バラッドは、表象主義を批判した論者としてバトラーのパフォーマティヴィティ論やフーコーの「装置」論を評価したうえで、かれらの理論が言説と物質の関係について適切な説明をしていない点を批判し、かれらの主張をボーアの理論によって精緻化できると論じている。
バラッドは自身の理論を「パフォーマティヴィティの概念のポストヒューマニズム的精緻化」と説明しているほか、ダナ・ハラウェイを参照しつつ、自らのアプローチを「回折的方法論」と表現している。

### 内部作用
バラッドは、「相互作用 interaction」という概念を「相互作用に先立つ分離された個体的要素を前提とするもの」として批判し、これに代わって「内部作用 intra-action」という造語を導入した。内部作用とは「もつれあった諸エージェンシーが相互に構成されること」である。
エージェンシャル・リアリズムは、「事物が先に存在しており、事物同士が互いに結びつくことで関係が構成される」のではなく、「関係の中から事物が構成される」という考え方である。バラッドによれば、現象や事物は相互作用に先立って存在するのではなく、「特定の内部作用」を通じて現れるものである。つまり「関係項は関係に先立って存在するのではなく、特定の内部作用を通して現象‐内‐関係項が出現するのである」。
バラッドの理論では、物質とは、物質化のプロセスにある現象である。バラッドは「物質とは、固定的な本質ではなく、内部作用しながら生成していく実質であり、『もの』ではなく『行為』であり、エージェンシーの凝固である」と述べている。

### エージェンシー切断と構成的排除
バラッドは、「『観測対象』と『観測エージェンシー』の間の境界は、装置の特定の物理的配置がない限り、決定不可能である」というボーアの主張に依拠し、「装置は、観測対象と観測エ－ジェンシーとを区別する切断を実行する」と主張する。つまり、観測対象と観測主体の区別は、あらかじめ存在するのではなく、「ある特定の装置を選択することで、他の重要な変数を排除して特定の変数に意味を与えるために必要な条件が決定され」ることによって構成されるのである。このような、「観察者‐観察装置‐観察対象があらかじめ繋がり合う出来事から、ある瞬間を切り出す操作」を、バラッドは「エージェンシー切断 agential cut」と呼んでいる。
これに加えて、バラッドは、言説と非言説的物質の境界は絶対的なものではなくパフォーマティヴな実践を通して構成されるものだというバトラーの理論を評価したうえで、バトラーとボーアがいずれも、「知‐言説‐権力の実践の制定において排除されるものは、現象の生産において構成的役割を果たしている」ことを強調している点に注目する。バラッドはこの主張を引き継ぎつつ、エージェンシー切断にはこのような構成的排除が必ず伴うため、そこで生じる排除に責任を持つべきだと主張している。

### 存在‐認識論
エージェンシャル・リアリズムの立場では、観測対象と観測主体がもつれ合っているため、「知ることと存在することの実践は、分離可能なものではなく、相互に包含しあっている」と主張される。言い換えれば、存在論と認識論は分離不可能であり、バラッドはこのことを「存在‐認識論」と表現している。さらにエージェンシー切断と構成的排除には倫理的帰結を伴うため、バラッドは「倫理‐存在‐認識論」が必要だと主張している。

## 評価・影響
理論物理学者のカルロ・ロヴェッリは、「量子力学に真剣に根ざしたり刺激されたりした思索の流れ」の一例としてバラッドの著作を取り上げつつ、「ニールス・ボーアの着想をじつにみごとに活用している」と評している。
クィア・スタディーズでは、ポール・B.プレシアド（英語: Paul B. Preciado）がバラッドから影響を受けたことを公言している。またフィクトセクシュアルに関する研究では、マンガやアニメなどの二次元の創作物が対人性愛とは異なるセクシュアリティを生み出す現象が、バラッドの言う「ポストヒューマニズム的パフォーマティヴィティ」による攪乱であると指摘されている。
社会科学においては、観察者と観察対象が不可分にもつれ合っているという存在‐認識論の影響を受けて、研究者とデータの関係や、研究者と研究対象の関係を、内部作用的なものとして再考する議論が提起されている。このような議論にもとづく質的調査はポスト質的研究（英語: Postqualitative inquiry）と呼ばれている。社会学でも、物質と言説の双方を取り上げたり、研究プロセスにおける社会学的観察者の位置づけを検討したりするアプローチとして、バラッドの著作が参照されている。
教育学では、教材や環境といった人間以外の要素に注目したり、言説的な領域だけでは把握できない学習実践を評価したりするうえで、バラッドの理論が参照されることがある。
経営学では、バラッドから影響を受けたワンダ・オルリコフスキー（英語: Wanda Orlikowski）らの議論をもとに、価値評価研究における「装置」が人間の実践以外の要素を含む異種混淆的な実践であると論じられている。
メディア論では、東浩紀の『存在論的、郵便的』における「誤配」論を、メディアの物質性に起因するパフォーマティヴな攪乱について論じた理論として再評価する研究がなされている。
一方で、サラ・アーメッドは、バラッドらの「新しい物質主義」が従来のフェミニズムを「反生物学主義」だと過度に単純化している点を批判しつつ、新たな思想潮流を「創設する身振り」がそれ以前の豊かな蓄積を切り捨てるものになる可能性に注意を促している。この点について、門林岳史はアーメッドの指摘に「大いに共感」しつつも、新しい物質主義の理論的可能性を否定するものではないと指摘している。
バラッドのエージェンシャル・リアリズムは、ブルーノ・ラトゥール、ダナ・ハラウェイ、アンドリュー・ピッカリング（英語: Andrew Pickering）、エヴリン・フォックス・ケラー（英語: Evelyn Fox Keller）といった科学研究者たちのプロジェクトとも共鳴するものである。

## 主な著作

### 単著
- Barad, Karen (2007). Meeting the Universe Halfway: Quantum Physics and the Entanglement of Matter and Meaning. Durham, North Carolina: Duke University Press. ISBN 9780822339175 （＝2023、『宇宙の途上で出会う：量子物理学からみる物質と意味のもつれ』（水田博子・南菜緒子・南晃 訳）人文書院）
- (2012) (ドイツ語). Agentieller Realismus: Über die Bedeutung materiell-diskursiver Praktiken [Agential Realism: On the Importance of Material-Discursive Practices]. 45. Berlin: Suhrkamp. ISBN 9783518260456
- (2015) (ドイツ語). Verschränkungen [Entanglements]. Berlin: Merve. pp. 224. ISBN 978-3-88396-353-2

### 書籍寄稿
- (1997), “Meeting the universe halfway: realism and social constructivism without contradiction”, Feminism, science, and the philosophy of science, Dordrecht Boston: Kluwer Academic Publishers, pp. 161–194, ISBN 9780792346111.
- (1999), “Agential realism: feminist interventions in understanding scientific practices (1998)”, in Biagioli, Mario, The science studies reader, New York, New York: Routledge, pp. 1–11, ISBN 9780415918688.
- (2000), “Reconceiving scientific literacy as agential literacy, or learning how to intra-act responsibly within the world”, Doing science + culture, New York: Routledge, pp. 221–258, ISBN 9780415921121.
- (2001), “Re(con)figuring space, time, and matter”, in DeKoven, Marianne, Feminist locations: global and local, theory and practice, New Brunswick, New Jersey: Rutgers University Press, pp. 75–109, ISBN 9780813529233.
- (2008), “Schrödinger's cat”, Bits of life: feminism at the intersections of media, bioscience, and technology, Seattle: University of Washington Press, pp. 165–176, ISBN 9780295988092.
- (2008), “Queer causation and the ethics of mattering”, Queering the non/human, Aldershot, Hampshire, England Burlington, Vermont: Ashgate, pp. 311–338, ISBN 9780754671282.
- (2012), “Was ist das Maß des Nichts? Unendlichkeit, Virtualität, Gerechtigkeit [What is the measure of nothingness? Infinity, virtuality, justice] (book number 099)” (de, en), dOCUMENTA (13) 100 Notizen – 100 Gedanken [dOCUMENTA (13) 100 notes – 100 thoughts], Ostfildern: Hatje Cantz, ISBN 9783775731294
- (2013), “Diffraktionen: Differenzen, Kontingenzen und Verschränkungen von Gewicht [Diffraction: differences, contingencies and entanglement of weight]” (ドイツ語), Geschlechter Interferenzen Wissensformen - Subjektivierungsweisen - Materialisierungen, Berlin / Münster: Lit Verlag, pp. 27–68, ISBN 9783643109040.
- (2017), “No Small Matter: Mushroom Clouds, Ecologies of Nothingness, and Strange Topologies of Spacetimemattering”, Arts of Living on a Damaged Planet: Ghosts and Monsters of the Anthropocene, Minneapolis, Minnesota, United States: University of Minnesota Press, pp. G103–G120, ISBN 9781517902377.

### 雑誌論文
- (1998). “Getting real: technoscientific practices and the materialization of reality”. differences: A Journal of Feminist Cultural Studies 10 (2):  87–128. OCLC 95847344. Abstract.
- (Spring 2003). “Posthumanist performativity: toward an understanding of how matter comes to matter”. Signs 28 (3):  801–831. doi:10.1086/345321. Reprinted in various anthologies.
- (November 2010). “Quantum entanglements and hauntological relations of inheritance: dis/continuities, spacetime enfoldings, and justice-to-come”. Derrida Today 3 (2):  240–268. doi:10.3366/drt.2010.0206.
- (2012). “On touching – the inhuman that therefore I am”. differences: A Journal of Feminist Cultural Studies 23 (3):  206–223. doi:10.1215/10407391-1892943.
- (2012). “Nature's queer performativity”. Kvinder, Køn & Forskning 1-2:  25–53.
- (2014). “Diffracting Diffraction: Cutting Together-Apart” (英語). Parallax 20 (3):  168–187. doi:10.1080/13534645.2014.927623. ISSN 1353-4645.
- (2017). “Troubling time/s and ecologies of nothingness: re-turning, re-membering, and facing the incalculable”. New Formations 92 (92):  56–86. doi:10.3898/NEWF:92.05.2017.
- (2019). “After the End of the World: Entangled Nuclear Colonialisms, Matters of Force, and the Material Force of Justice”. Theory & Event 22 (3):  524–550. ISSN 1092-311X.